# Ouham-Fafa
Ouham-Fafa est une commune rurale de la préfecture de l’Ouham, en République centrafricaine. Elle s’étend au nord-ouest de la ville de Bouca et doit son nom à la rivière Ouham et à son affluent la Fafa.

## Géographie
La commune de Ouham-Fafa est située au nord-ouest de la préfecture de l’Ouham en rive gauche de la rivière Fafa.
|          | Bédé       |            |
| Benzambé | Ouham-Fafa | Lady-Gbawi |
|          | Bouca-Bobo |            |

## Villages
La plupart des villages sont localisés sur l’axe Zamboutou (RN 1) – Bodanka.
Les villages principaux sont : Gpt Ndoumbou, Wangué 1 et Zamboutou. 
La commune compte 23 villages en zone rurale recensés en 2003 : Aigonda, Badole, Boani 1, Boani 2, Boani Arabe, Bodamba, Bodasson, Bodayo, Bodila, Bodoue, Bogangue, Bogonda, Bokonfio, Bondamon, Dao-Bac, Karagoua, Nang-Nemon, Ndoumbou 1, Ndoumbou 2, Ngbandaka, Wangue 1, Zamboutou, Zimi-Gbagoa .

## Éducation
La commune compte 4 écoles publiques : Zamboutou, Wangue, Boani 1, Ndoumbou.